# Леи

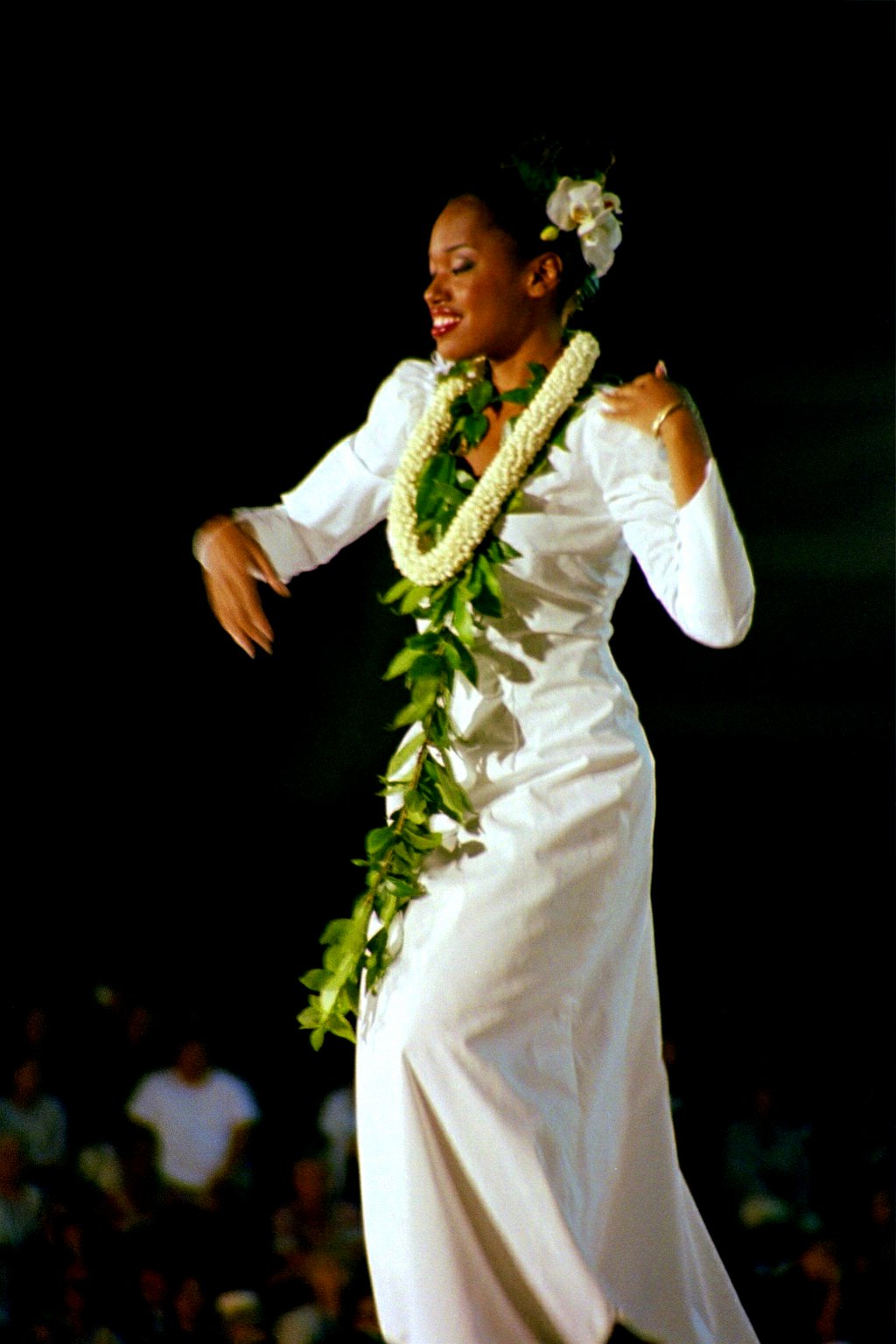
Танцовщица хула-ауана с леи

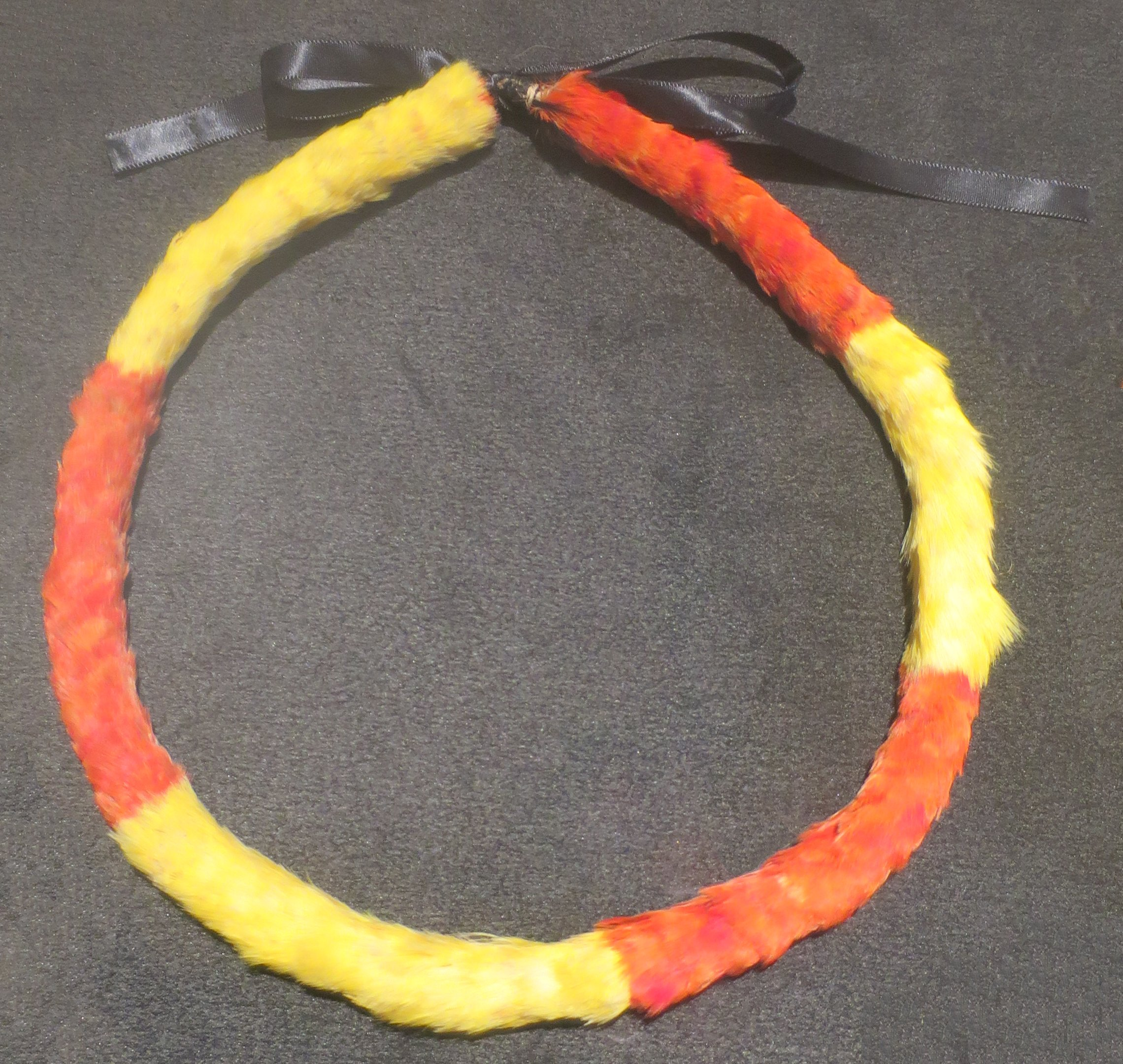
Лей вождей из перьев птиц

Леи или лей (гав. Na Lei) — гавайское цветочное ожерелье (гавайские бусы), которое носят на шее.

## Описание и история
Традиционное гавайское украшение в виде надеваемой на шею гирлянды в виде бус.
Современные леи изготавливают из цветов (чаще с запахом) или листьев, реже — плодов, семян и других материалов.
Для изготовления леи раньше также использовались перья птиц, зубы и волосы.
1 мая на Гавайских островах отмечается «день лей», который сопровождается парадом в национальных нарядах и украшениях.

## Использование
В древние времена служил показателем статуса гавайских вождей.
В настоящее время леи надевают в знак почтения и уважения на гостей и туристов.
Леи носят на Гавайях в праздничные дни.